# Bose Corporation
Die Bose Corporation ([ˈboʊz], deutsche Aussprache: [ˈboːzə]) ist ein im Jahr 1964 von Amar G. Bose (1929–2013) gegründetes US-amerikanisches Unternehmen, das seit 2011 über stimmrechtslose Aktien im mehrheitlichen Besitz des Massachusetts Institute of Technology ist. Es fertigt Audioprodukte für private Anwendungen.
Der Stammsitz ist in Framingham, Massachusetts, USA. Das Unternehmen Bose zählt weltweit 6.000 Mitarbeiter und erwirtschaftete zuletzt einen Umsatz von drei Milliarden US-Dollar. Die deutsche Niederlassung in Form der Bose GmbH und der Bose Automotive GmbH befindet sich in Esslingen am Neckar, zuvor in Friedrichsdorf.

## Geschichte

### Gründung und frühe Entwicklungen
Das Unternehmen wurde 1964 in Massachusetts von Amar G. Bose mit der Finanzierung von Angel-Investoren gegründet, darunter Amars Doktorvater und Professor Y. W. Lee. Boses Interesse an Lautsprechersystemen begann im Jahr 1956, als er selbst ein Audiosystem kaufte und von dessen Leistung enttäuscht war. Der Zweck des Unternehmens bestand fortan darin, Lautsprechersysteme zu entwickeln, die hochwertige Klangqualität erzeugen. Bose verfolgte den Ansatz, mehrere Lautsprecher zu verwenden, die auf die umgebenden Wände gerichtet sind, um den Klang zu reflektieren und den Klang eines Konzertsaals nachzubilden.
1966 wurde das erste Produkt zum Verkauf angeboten: Der Bose 2201. Es handelte sich um ein ungewöhnliches Design, mit 22 Lautsprechern, von denen viele vom Zuhörer abgewandt waren. Der 2201 wurde für die Aufstellung in einer Raumecke konzipiert und nutzte akustische Reflexionen von den Wänden, um die scheinbare Größe des Raumes zu vergrößern. Der 2201 war ein wirtschaftlicher Misserfolg und wurde nach drei oder vier Jahren eingestellt.
Wirtschaftlicher Erfolg stellte sich mit dem zwei Jahre später vorgestellten Stereolautsprechersystem Bose 901 ein. Das System bestand aus acht Mitteltönern, welche auf die Wand hinter dem Lautsprecher gerichtet waren und einem neunten, der auf den Zuhörer gerichtet war. Der Bose 901 sollte so eine Dominanz des reflektierten gegenüber dem direkten Schall erreichen. Das im 901 verwendete Design war im Vergleich zu den meisten Systemen, bei denen Mittelton- und Hochfrequenzlautsprecher direkt dem Hörer zugewandt waren, unkonventionell. Der 901 war sofort ein kommerzieller Erfolg und die Bose Corporation wuchs in den 1970er Jahren schnell. Der Modellname Bose 901 war viele Jahre lang ein fester Bestandteil der Bose-Reihe und wurde von 1968 bis 2016 produziert.
Das erste Bose-Einzelhandelsgeschäft wurde 1993 in Kittery, im US-Bundesstaat Maine, eröffnet. Das Unternehmen betreibt seit 1993 weltweit insgesamt 249 eigene Ladengeschäfte. Aufgrund der Verlagerung zum Online-Shopping wurde im Januar 2020 die Schließung der 119 Standorte in Europa, Nordamerika, Australien und Japan bekanntgegeben. Die 130 Markenstores in der Volksrepublik China, Taiwan, Indien, Südostasien und den Vereinigten Arabischen Emiraten bleiben weiterhin geöffnet.
Zwei Jahre vor seinem Tod übertrug Amar G. Bose die Mehrheit der Bose Corporation, allerdings in Form stimmrechtsloser Vorzugsaktien, dem Massachusetts Institute of Technology (MIT). Das MIT profitiert dadurch von den gezahlten Dividenden, kann allerdings keinen Einfluss auf das Tagesgeschäft nehmen. Auch können die an das MIT übertragenen Aktien nicht verkauft werden. Wer nach dem Tod von Amar G. Bose die restlichen, mit vollen Stimmrechten verbundenen Aktien erhielt, ist nicht bekannt.
Nach dem Tod von Amar Bose im Jahr 2013 wurde Bob Maresca der neue Chief Executive Officer. Er hielt den Posten bis 2017, als er an Phil Hess übergab.
Im April 2023 wurde Bose Professional für eine ungenannte Summe an den Finanzinvestor Transom Capital verkauft. Bose konzentriert sich seitdem auf Produkte für Privatanwender.

## Unternehmen

### Werke
Bose unterhält eigene Werke in:
- Framingham, Massachusetts
- Yuma, Arizona
- Tijuana, Mexiko

Im Juli 2004 wurde das Werk in Hillsdale (Michigan) mit 70 Mitarbeitern, das sich auf die Wiederaufbereitung von Bose-Produkten konzentrierte, geschlossen. Die Wiederaufbereitung wurde nach Columbia, South Carolina verlagert.
Das Werk in Carrickmacross (Irland), in dem unter anderem das Bose Wave System für den europäischen Markt produziert wurde, wurde im Mai 2015 geschlossen und die 140 Mitarbeiter entlassen. Die Produktion wurde nach Mexiko und Malaysia verlagert.
Im September 2015 wurde auch das Werk in Columbia (South Carolina) geschlossen und die 300 Mitarbeiter entlassen, die Aufgaben wurden an das Werk in Framingham, Massachusetts, übertragen.
Die Produktionsstätten in San Luis Río Colorado (Mexiko) und Batu Kawan (Malaysia) mit insgesamt 3.500 Mitarbeitern wurden 2016 an den Auftragsfertiger Flex verkauft, welcher weiter Bose-Produkte in den nun übernommenen Werken produziert. Daneben lässt Bose in Auftrag auch in China und Thailand produzieren.
Im November 2023 kündigte Bose an, auch sein Werk in Danville (Illinois) mit 16 Mitarbeitern, in welchem Schwingspulen für Autolautsprecher produziert werden, zu schließen.[veraltet]

### Bose ElectroForce Systems Group
Nach der Übernahme der EnduraTEC Systems Corporation wurde im Mai 2004 die Bose ElectroForce Systems Group gegründet. Schwerpunkt ihrer Tätigkeit ist die Produktion von Test- und Simulationsinstrumenten für die Materialforschung, Produktentwicklung und Medizintechnik für Forschungsinstitute, Universitäten und Industrieunternehmen. Die besondere Bauweise der Geräte (Linearmotor mit beweglichen Magneten) bietet eine Alternative gegenüber traditionellen Prüfgeräten.

## Technik
Das Unternehmen betont, bei seinen Lautsprecherentwicklungen einem sogenannten „psycho-akustischen“ Aspekt Rechnung zu tragen. Hieraus entstanden einige unkonventionelle Konzepte, zum Beispiel der Einsatz mehrerer Breitbandlautsprecher in einem Gehäuse in Verbindung mit kleinvolumigen Bandpass-Subwoofern in den sogenannten Acoustimass-Systemen oder die Einbeziehung von indirekt abgestrahlten Schallanteilen und Integration von elektronischen Equalizern, um Frequenzgänge auszugleichen.
Ziel ist es, durch die Einbeziehung indirekter Schallanteile die Schallabstrahlung realer Musikinstrumente nachzubilden, die meist nicht gerichtet abstrahlen, so dass z. B. in einem Konzertsaal der überwiegende Teil des Schalls auf indirektem Weg, etwa über Decken- und Wandreflexionen, beim Hörer ankommt.

## Aktuelle Produkte

### Hifi- und Heimkino-Komplettsysteme

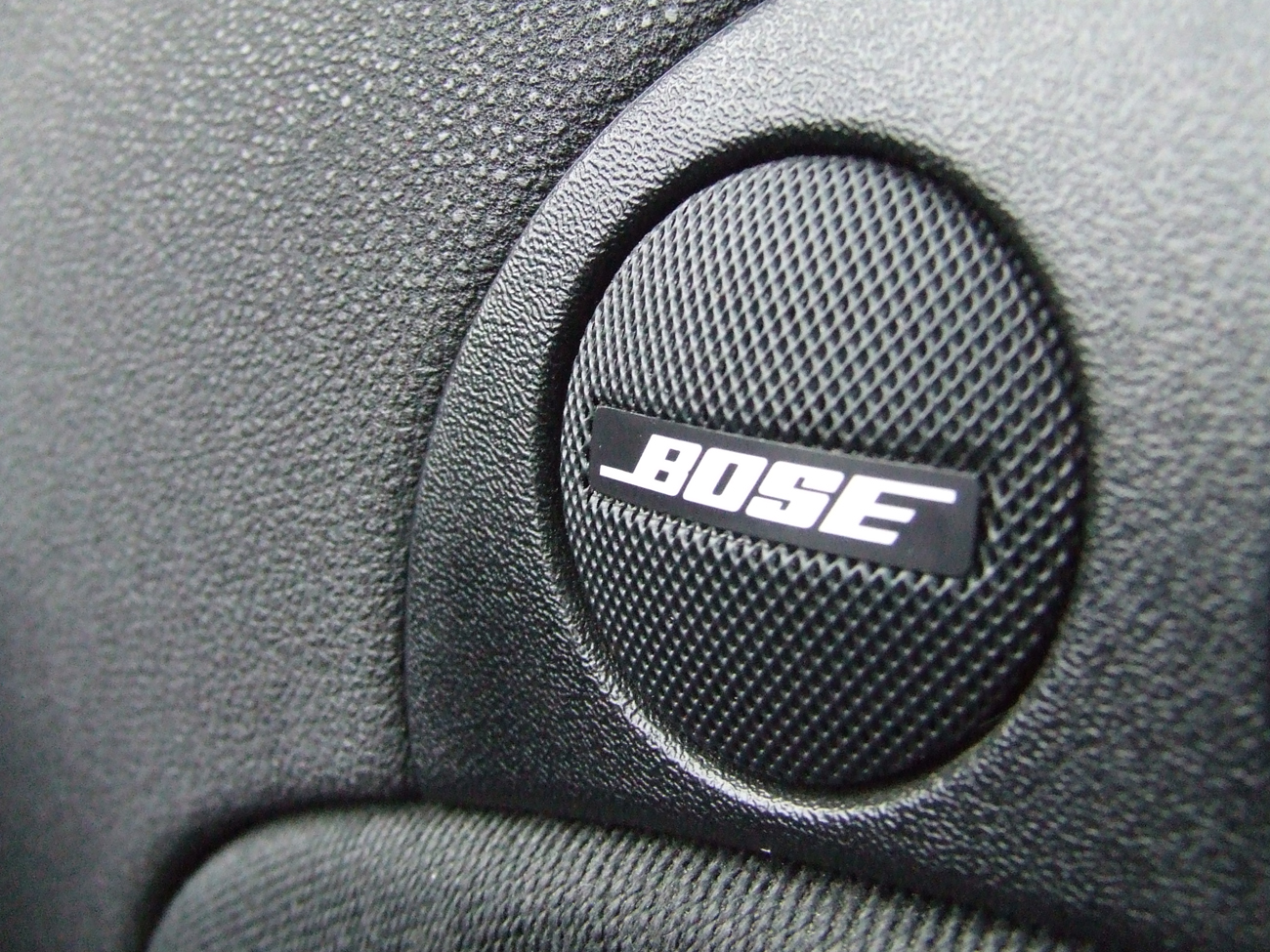
Bose-Lautsprecher in einem Auto (Bose-Car-Hifi)

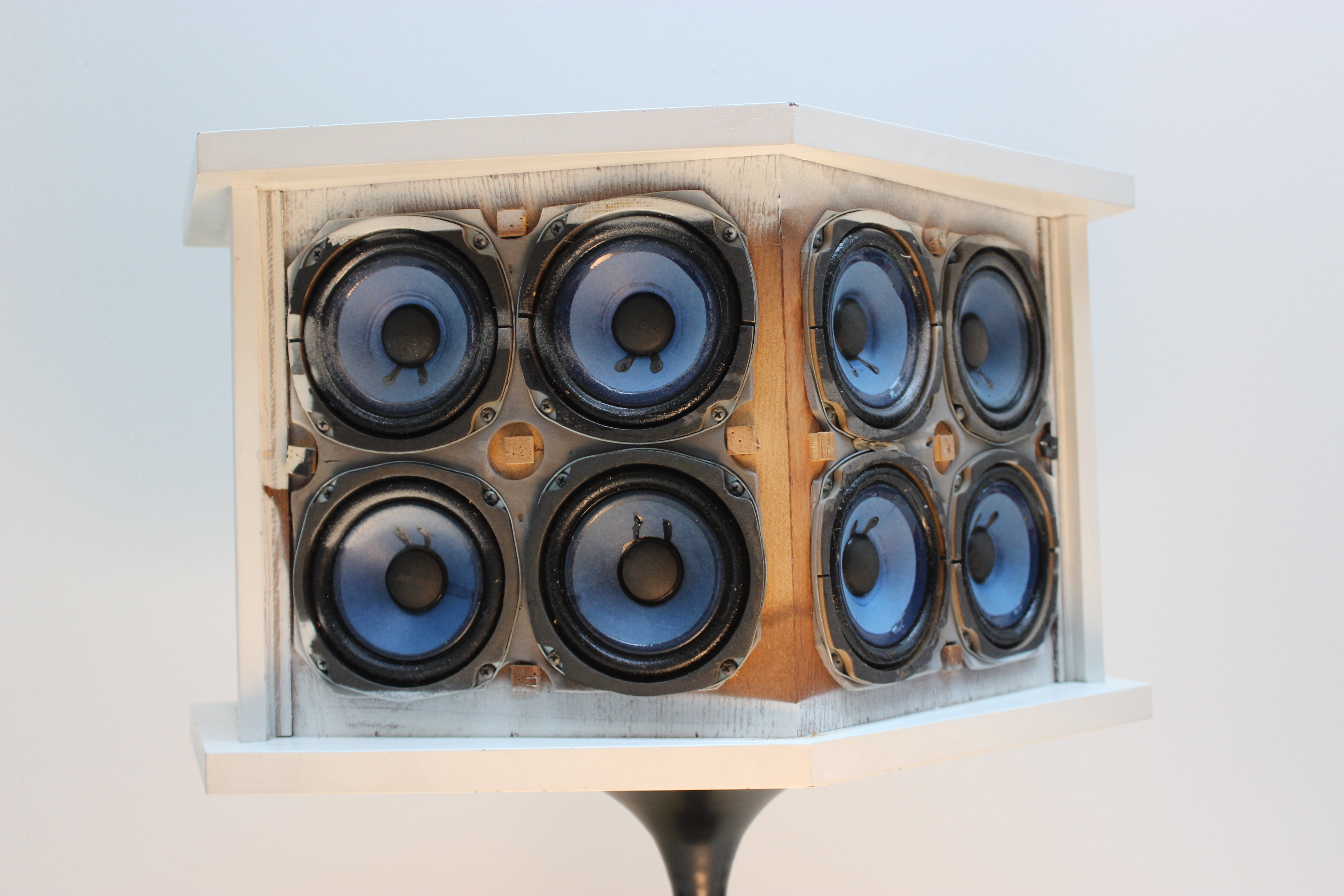
Rückseite des Bose 901 Serie II Lautsprechers

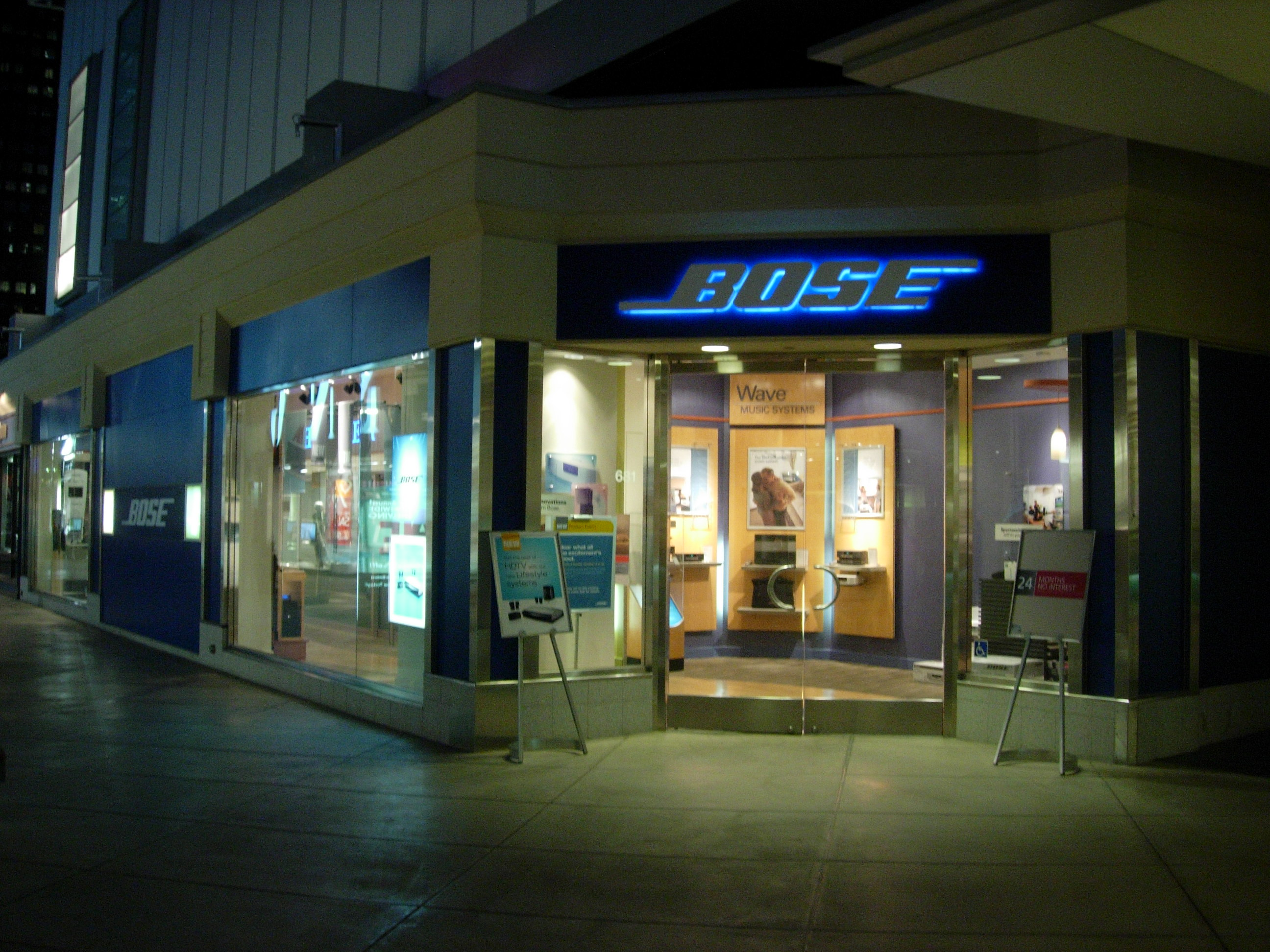
Bose Ladengeschäft in Los Angeles

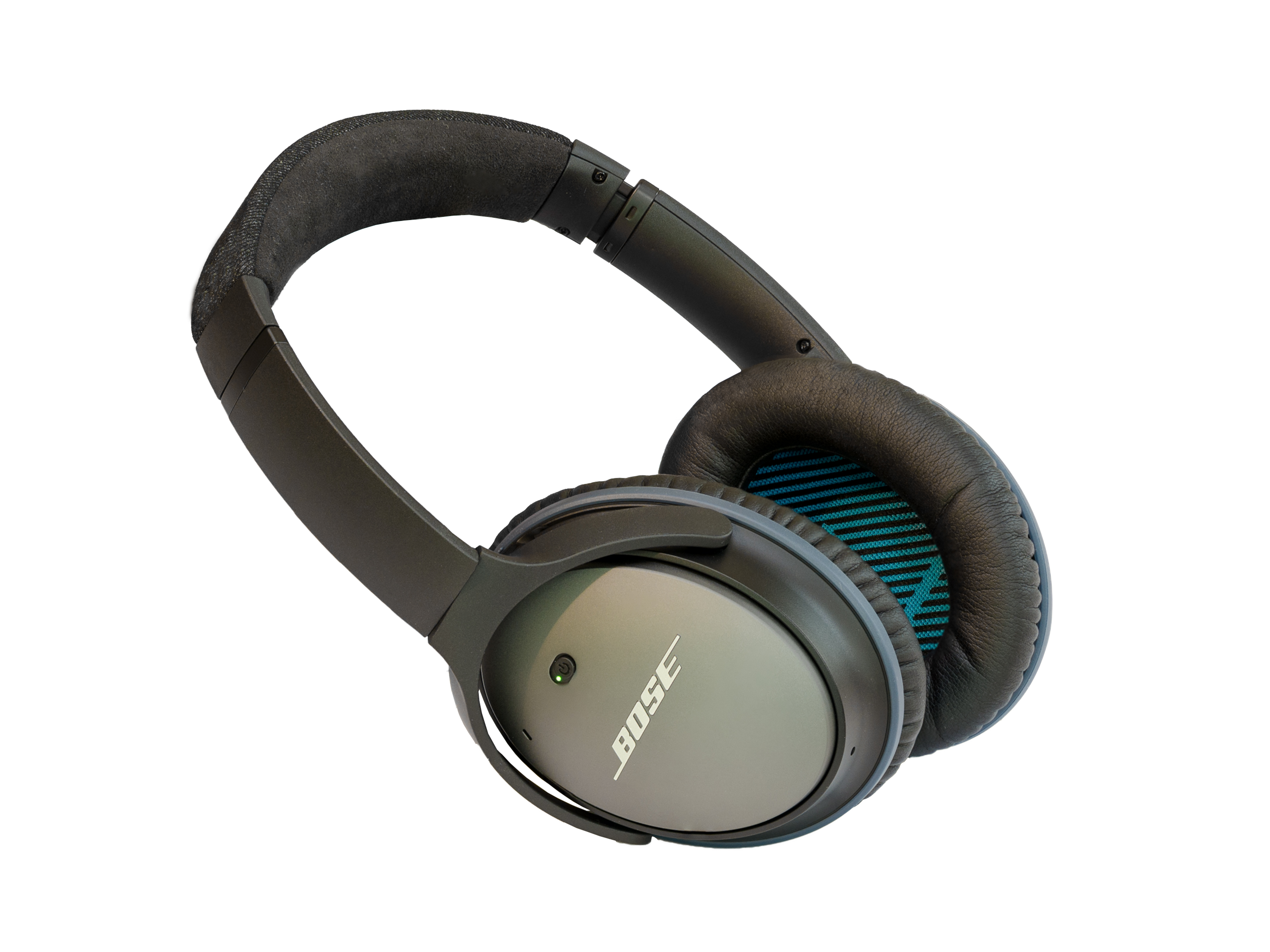
Bose QuietComfort 25 Acoustic Noise Cancelling Kopfhörer

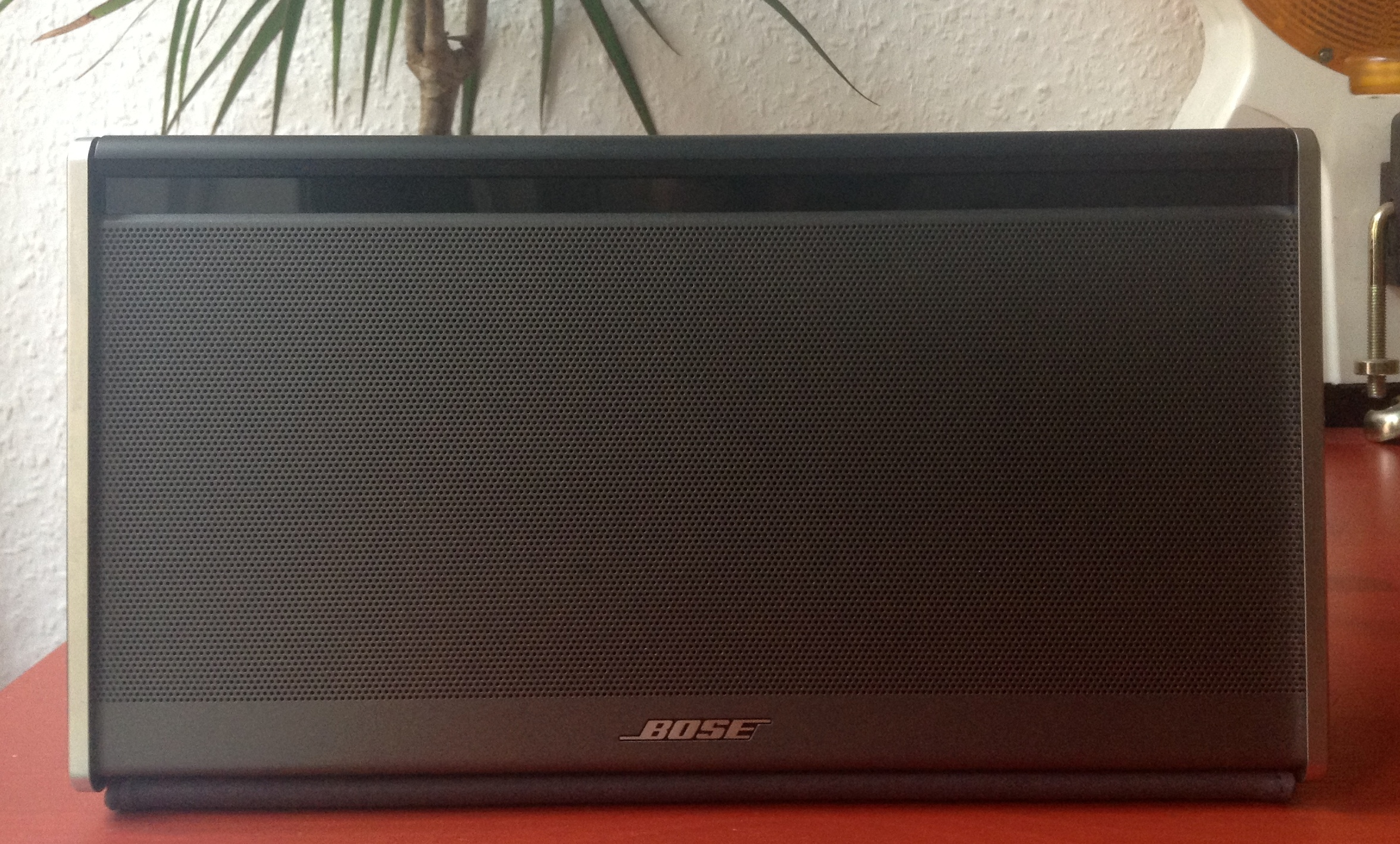
Bose SoundLink Lautsprecher

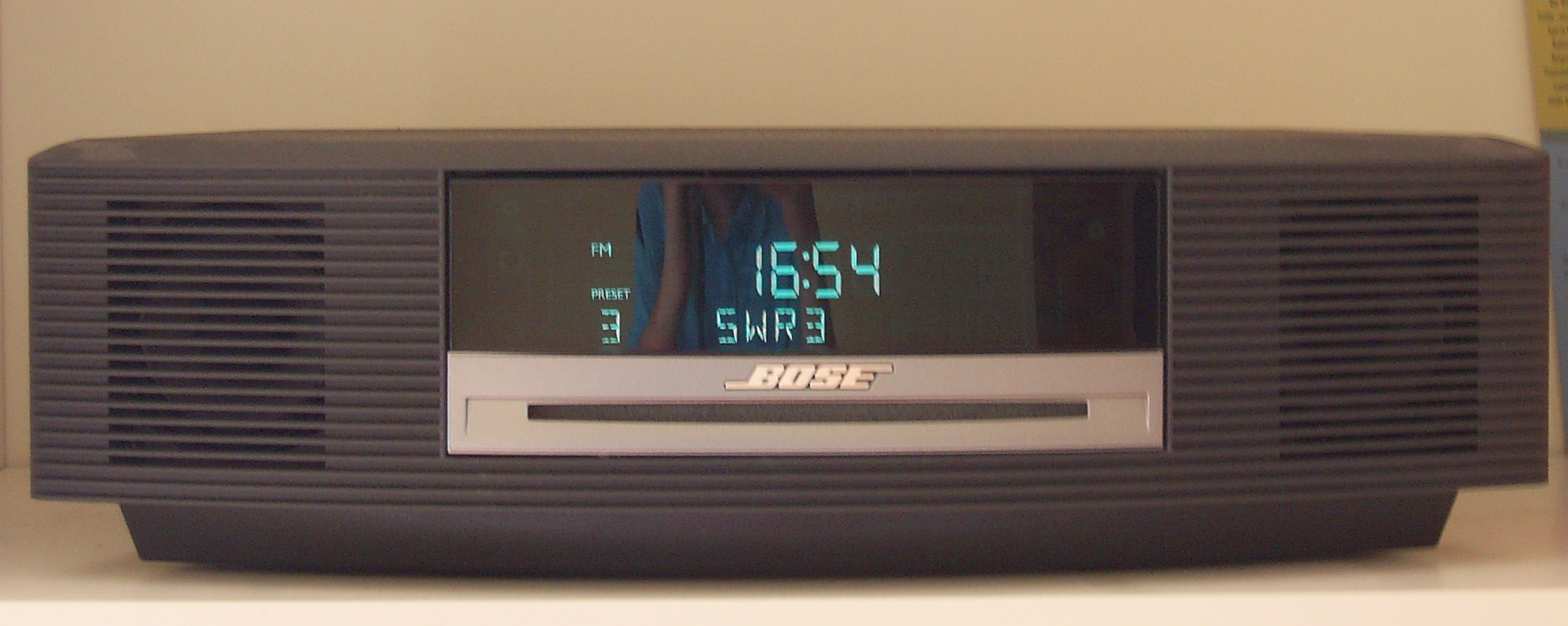
Bose Wave Music System

Das bekannteste Produkt des Unternehmens ist sicher der Lautsprecher 901, welcher ab 1968 nur in leicht veränderter Form über 45 Jahre hergestellt wurde. Weitere Produkte sind das Wave Radio, Acoustimass-Lautsprechersysteme und Lifestyle-Heimkino-Komplettsysteme.
Eine Besonderheit der Bose-Systeme ist, neben dem auffälligen Design, das konzerthallensimulierende Abstrahlverhalten der Lautsprecher.

### Fahrzeugakustik
Bereits seit 1979 entwickelt und produziert Bose zusammen mit Fahrzeugherstellern wie Chevrolet, Mazda, Renault, Alfa Romeo und Audi Soundsysteme für Autos.

### Kopfhörer und Headsets
Das Unternehmen bietet Kopfhörer/Headsets für private und professionelle Anwendungen an, beispielsweise QuietComfort Modelle mit Active Noise Cancellation, die ProFlight Serie für Piloten oder die Sleepbuds für einen besseren Schlaf.

### Fahrzeugtechnik
Die Auseinandersetzungen mit Schwingungsproblemen jeder Art in den Laboratorien von Bose resultierten unter anderem 2005 in einem neuartigen Radaufhängungssystem für Fahrzeuge, das anstatt mit Federelementen Bodenunebenheiten aktiv durch ein System aus Sensoren und Elektromotoren ausgleicht.

### Hörgeräte
Im Oktober 2018 bekam Bose von der amerikanischen Gesundheitsbehörde FDA eine medizinische Zulassung für ihr neu entwickeltes Hörgerät, welches ohne ärztliche Unterstützung anzupassen ist.

## Ehemalige Produkte
Die folgenden Geschäftsbereiche wurden als Teil von Bose Professional im April 2023 verkauft:

### Beschallungsanlagen
Bose stellt Beschallungssysteme für Kirchen (zum Beispiel im Petersdom in Rom) oder Veranstaltungszentren wie dem ehemaligen Bonner Bundestag mit spezieller Anpassung auf die Raumakustik her. Das Unternehmen ist im Public-Address-Bereich mit vielen unterschiedlichen Lösungen vertreten (z. B. Panaray LT-System, AcousticWave Cannon u. a.).

### Raumfahrt und Militär
Das Unternehmen beliefert die NASA, unter anderem wurden im Space Shuttle Bose-Lautsprecher eingesetzt. Weitere Lieferverträge bestehen mit dem amerikanischen Militär.

### Konferenzsysteme
Bose Professional stellt mit der Videobar-Serie integrierte Lösungen mit kombiniertem Lautsprecher, Mikrofon sowie Kamera her und vertreibt darüber hinaus Deckenmikrofone sowie Deckenlautsprecher mitsamt der passenden Verstärker.

## Verzicht auf technische Daten
Amar Bose war davon überzeugt, dass herkömmliche Audiomessverfahren für die wahrgenommene Qualität von Audiogeräten nicht relevant sind. Aufgrund der Behauptung, dass die Wahrnehmung des Hörers der ultimative Test für Audioqualität sei, veröffentlicht das Unternehmen daher keine entsprechenden Daten für Bose-Produkte. Im Gegensatz zu Bose betonen zahlreiche andere, in unterschiedlichsten Preissegmenten positionierte Audiohersteller wie auch sämtliche Audiofachzeitschriften, die grundlegende Bedeutung objektiv nachvollziehbarer Kennwerte und veröffentlichen regelmäßig entsprechende Messdaten ihrer Produkte. Im Jahr 1968 stellte Amar Bose der amerikanischen Audio Engineering Society eine Abhandlung namens On the Design, Measurement and Evaluation of Loudspeakers vor. In ihr verwarf Bose zahlenbasierte Testdaten zugunsten „aussagekräftigerer Messungen und Evaluationsverfahren“.

## Rechtliche Auseinandersetzungen
Bose soll Daten von Nutzern u. a. über mittels kabelloser Bose-Kopfhörer abgespielte Musik an Dritte weitergegeben haben. Dagegen hat ein US-amerikanischer Kunde im April 2017 Klage vor dem Bundesgericht in Chicago erhoben. In einer neueren Softwareversion, die von Bose im Mai 2017 veröffentlicht wurde, lässt sich die Übermittlung von Daten nunmehr nutzerseitig ausschalten.
Im November 2021 ordnete das Bundeskartellamt gegen das deutsche Tochterunternehmen Bose GmbH eine Geldbuße in Höhe von knapp sieben Millionen Euro an, weil sie nach Ansicht der Behörde „über Jahre hinweg die freie Preisbildung bei dem Vertrieb ihrer Audioprodukte durch beteiligte Vertragshändler eingeschränkt“ habe.